# Chester Bennington
Chester Charles Bennington (Phoenix, 20 marzo 1976 – Palos Verdes Estates, 20 luglio 2017) è stato un cantante statunitense, conosciuto principalmente per essere stato il frontman del gruppo musicale Linkin Park e, tra il 2013 e il 2015, anche degli Stone Temple Pilots, oltre che del progetto parallelo Dead by Sunrise.
Nel 2006 Bennington è stato inserito alla posizione 46 nella classifica dei 100 migliori cantanti metal di tutti i tempi stilata da Hit Parader.

## Biografia
Di origini inglesi, olandesi e gallesi, Bennington era figlio di un poliziotto e di un'infermiera e trascorse i suoi primi vent'anni in Arizona. I suoi genitori divorziarono nel 1987, lasciandolo insieme ad un fratello e due sorelle. Dopo aver scelto di stare con il padre, fu incoraggiato dal fratello maggiore ad ascoltare gruppi come Foreigner, Loverboy e Rush, che citò tutti come propri ispiratori. A due anni imparò dal fratello a cantare un brano, Hot Blooded dei Foreigner.
Costretto dalla sua situazione familiare a spostarsi in varie città dell'Arizona (Scottsdale, Tolleson, Tempe), Bennington iniziò a fumare marijuana all'età di 11 anni. Non ebbe un'infanzia facile: dai 7 ai 13 anni fu molestato sessualmente da un ragazzo adolescente (che poi non denunciò perché scoprì che era a sua volta una vittima) e soffrì di dipendenza da droghe pesanti come LSD, oppio, metanfetamina ed eroina. Dovette inoltre saltare da un liceo all'altro (Centennial High School, Greenway High School), finché nel 1995 si diplomò alla Washington High School. In tarda adolescenza, cominciò a lavorare come barista nella caffetteria Bean Tree.
Il 12 maggio 1996 diventò padre di Jaime, avuto da una relazione giovanile con Elka Brand. Lo stesso anno Bennington conobbe Samantha Marie Olit mentre lavorava ad un fast food Burger King ed il 31 ottobre successivo la sposò. Dalla loro unione nacque Draven Sebastian il 19 aprile 2002. I due divorziarono il 2 maggio 2005 e Bennington si risposò il 31 dicembre successivo con la modella di Playboy Talinda Bentley. Il 16 marzo 2006 nacque il primo figlio della coppia, Tyler Lee; nello stesso anno Bennington adottò Isaiah (fratello di Jaime, avuto da Brand e da un altro uomo). L'11 novembre 2011 Talinda diede alla luce le gemelle Lily e Lila.
Il 14 ottobre 2007, durante il concerto tenuto dai Linkin Park a Melbourne, Bennington si fratturò un polso dopo aver fatto un salto. Nonostante l'infortunio, continuò l'esibizione sino alla fine sopportando il dolore. Il 19 gennaio 2015, poco prima del concerto ad Indianapolis (terza tappa del The Hunting Party Tour), Bennington subì un nuovo infortunio, questa volta alla caviglia, costringendo il gruppo ad annullare il tour nei giorni seguenti. Nonostante ciò, il cantante prese parte al concerto di Indianapolis, vincolato nei movimenti da un gesso e dalle stampelle.

## Carriera

### Esordi e Grey Daze

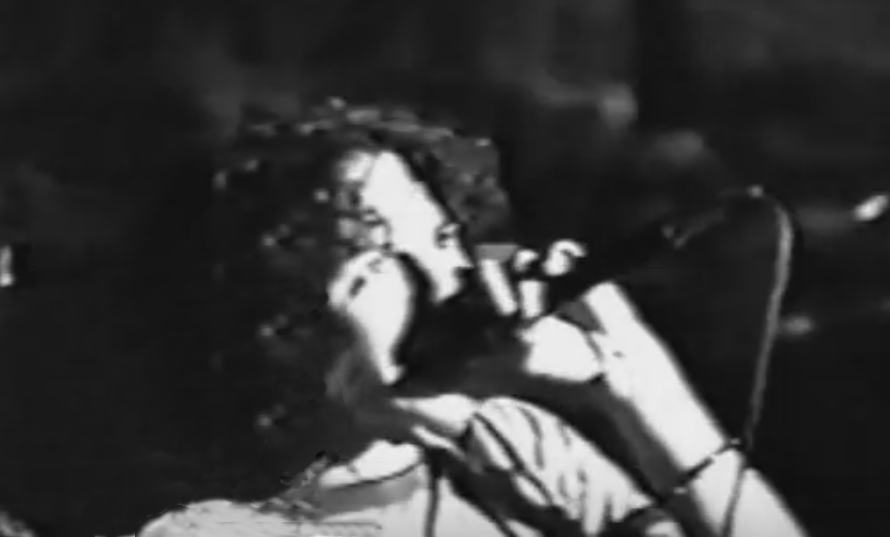
Bennington in concerto con i Grey Daze nel 1994

Nel 1993, ispirato dai suoi gruppi preferiti (Depeche Mode e Stone Temple Pilots) e spinto dal suo sogno di diventare un cantante, Bennington (che aveva già cominciato a suonare il pianoforte nella prima adolescenza) avviò una propria carriera musicale come cantante dei Sean Dowdell and His Friends?, incidendo l'omonimo demo in quell'anno. Lasciato il gruppo, entrò nei Grey Daze, con i quali ottenne discreta popolarità solo in Arizona e pubblicò gli album Wake Me (1994) e ...No Sun Today (1996). Nel 1998 Bennington abbandonò il gruppo.

### Linkin Park
Nel 1998, a causa dell'abbandono di Mark Wakefield, gli Xero avviarono insieme a Jeff Blue la ricerca di un cantante. Blue contattò proprio Bennington, che dopo tre giorni dalla chiamata, eseguì un provino al telefono. Bennington venne successivamente convinto a trasferirsi a Los Angeles, dove sarebbe stato definitivamente scelto dagli Xero dopo alcuni provini. Nel 1999 gli Xero cambiarono nome in Hybrid Theory e pubblicarono l'EP omonimo nello stesso anno. Fu grazie a questo disco e ad alcuni concerti che riuscirono a firmare un contratto con la Warner Bros. Records verso la fine dell'anno.
Dopo aver cambiato nome in Linkin Park, il 24 ottobre 2000 pubblicarono l'album d'esordio Hybrid Theory, che contò soprattutto sui singoli One Step Closer, Crawling e In the End. Hybrid Theory divenne il disco di maggior successo del genere nu metal, con più di 27 milioni di copie vendute in tutto il mondo. Con il gruppo pubblicò ulteriori sei album in studio, il cui ultimo, One More Light, uscì nel maggio 2017.

### Dead by Sunrise e Stone Temple Pilots

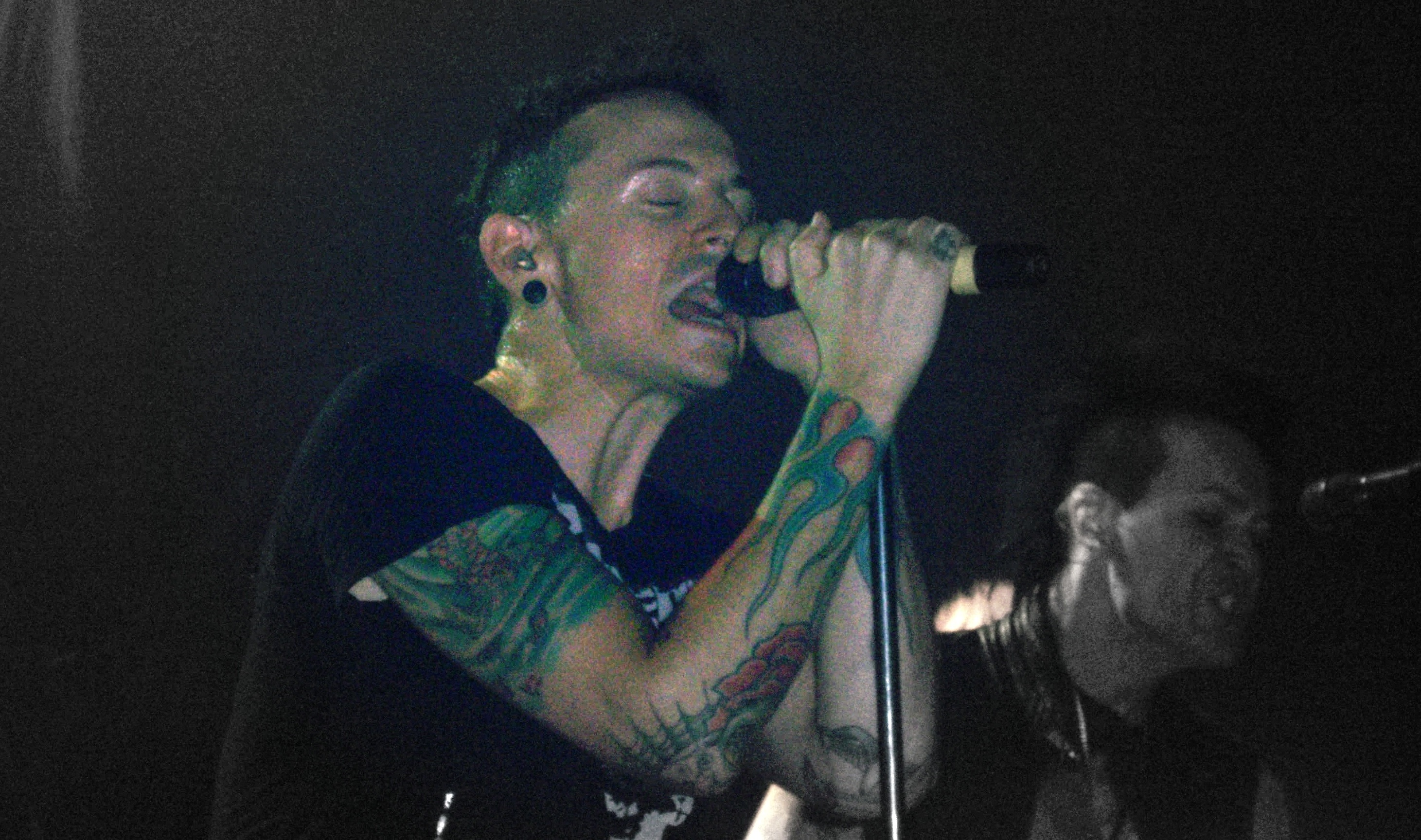
Bennington in concerto con i Dead by Sunrise

Nel 2005 Bennington formò un progetto solista insieme a Ryan Shuck e Amir Derakh degli Orgy e dei Julien-K, chiamandolo inizialmente Snow White Tan (in riferimento a una parte del brano di David Bowie Ziggy Stardust) e successivamente cambiato in Dead by Sunrise. Il loro album d'esordio, intitolato Out of Ashes, era originariamente previsto per il 2007 ma a causa degli impegni di Bennington con i Linkin Park per la pubblicazione del terzo album in studio Minutes to Midnight e del relativo tour promozionale, la sua pubblicazione avvenne soltanto il 13 ottobre 2009.
Il 18 maggio 2013 Bennington si esibì con gli Stone Temple Pilots al KROQ Weenie Roast, portando al debutto l'inedito Out of Time. In una video-intervista successiva al concerto, Bennington dichiarò di essere il nuovo cantante del gruppo, senza abbandonare comunque i Linkin Park, da lui ritenuto il suo gruppo principale. Il 15 luglio gli Stone Temple Pilots annunciarono un tour nordamericano, svoltosi a partire dal mese di settembre, e l'EP High Rise, pubblicato l'8 ottobre 2013.
Bennington lasciò tuttavia in maniera amichevole il gruppo il 9 novembre 2015 a causa della sua impossibilità a sottostare contemporaneamente agli impegni sia con gli Stone Temple Pilots sia con i Linkin Park.

## Morte
Il 20 luglio 2017 il corpo di Chester Bennington fu trovato senza vita nella sua residenza a Palos Verdes Estates in California. Secondo quanto riportato dal medico legale, il cantante si era suicidato tramite impiccamento. Un successivo rapporto tossicologico mostrò inoltre «una traccia» di alcool nel corpo del cantante al momento della morte. Il funerale si  svolse il 29 luglio al South Coast Botanic Garden di Palos Verdes Estates: ad esso presenziarono, oltre ai familiari e i componenti dei Linkin Park, anche musicisti che avevano suonato con il gruppo nel corso degli anni.
Per omaggiare la sua memoria, alcuni dei suoi ex compagni nei Dead by Sunrise e Grey Daze si riunirono per un concerto tributo svoltosi a Las Vegas il 2 settembre. Il 27 ottobre i restanti componenti dei Linkin Park hanno tenuto un concerto tributo, il Linkin Park and Friends: Celebrate Life in Honor of Chester Bennington, all'Hollywood Bowl di Los Angeles, al quale hanno preso parte svariati cantanti e musicisti come Jonathan Davis dei Korn, M. Shadows e Synyster Gates degli Avenged Sevenfold, Daron Malakian e Shavo Odadjian dei System of a Down, Oliver Sykes dei Bring Me the Horizon e Steve Aoki. Ulteriori omaggi sono stati fatti da Jared Leto in occasione degli MTV Video Music Awards 2017, da Jay-Z in diverse occasioni, cantando Numb/Encore, e Chris Martin dei Coldplay, che ha interpretato Crawling durante un concerto al MetLife Stadium di East Rutherford.

## Influenze
Bennington citò come ispirazioni musicali gruppi quali Stone Temple Pilots, Alice in Chains, Arcade Fire, Circle Jerks, Descendents, Deftones, Jane's Addiction, Metallica, Ministry, Minor Threat, Misfits, The Naked and Famous, Nine Inch Nails, Nirvana, Pearl Jam, Refused, Skinny Puppy, Soundgarden e A Tribe Called Quest. Bennington si ritenne inoltre un grande fan della cantante Madonna, attribuendole il merito di averlo fatto crescere come musicista.

## Discografia

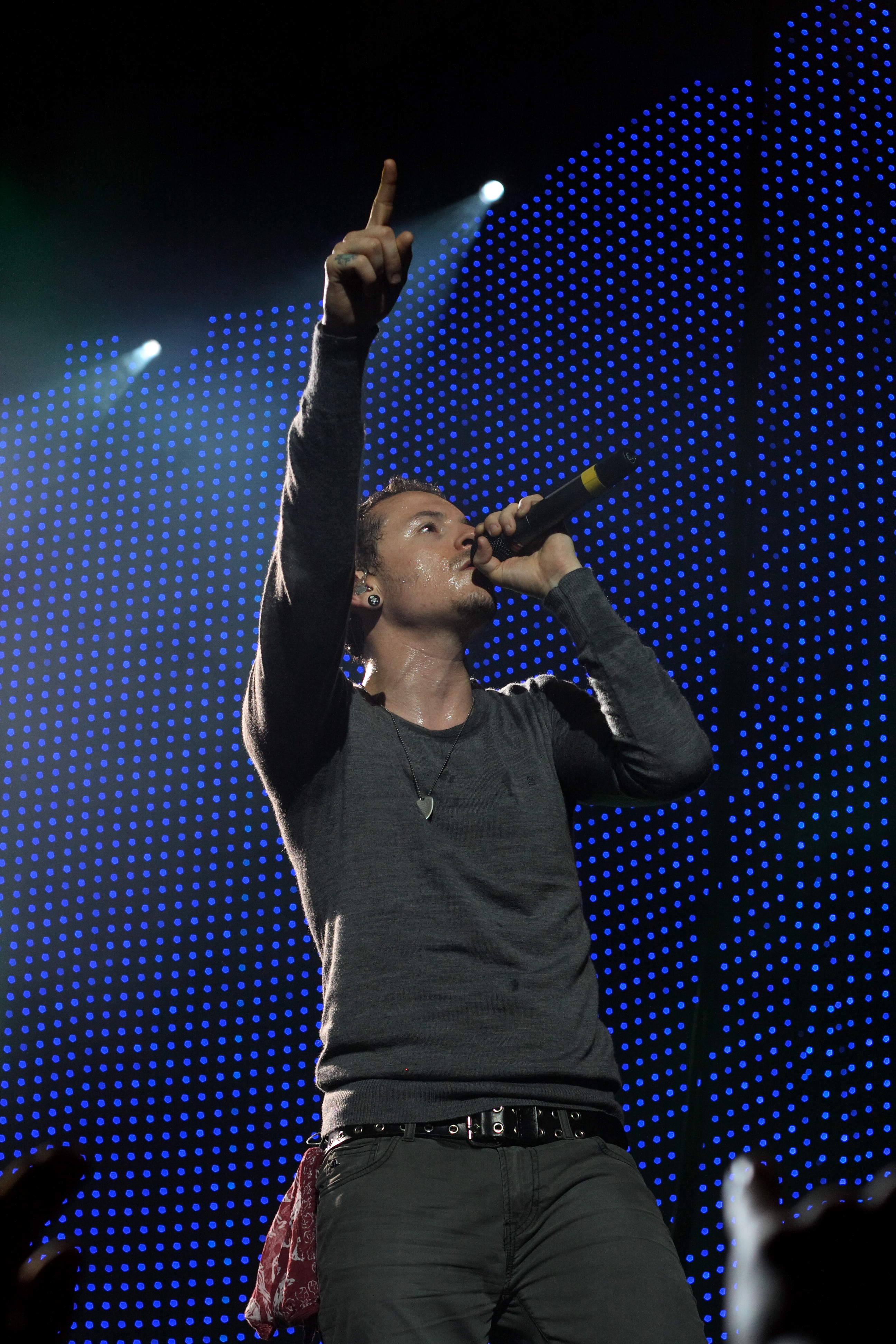
Bennington in concerto nel 2007

### Con i Grey Daze
- 1994 – Wake Me
- 1997 – ...No Sun Today
- 2020 – Amends (postumo)
- 2022 – The Phoenix (postumo)

### Con i Linkin Park
- 2000 – Hybrid Theory
- 2003 – Meteora
- 2007 – Minutes to Midnight
- 2010 – A Thousand Suns
- 2012 – Living Things
- 2014 – The Hunting Party
- 2017 – One More Light

### Con i Dead by Sunrise
- 2009 – Out of Ashes

### Con gli Stone Temple Pilots with Chester Bennington
- 2013 – High Rise

### Colonne sonore
- 2014 – Mall (Music from the Motion Picture) (con Dave Farrell, Joe Hahn, Mike Shinoda e Alec Puro)

### Collaborazioni
- 2001 – Stone Temple Pilots featuring Chester Bennington – Wonderful (Live) (da The Family Values 2001 Tour)
- 2002 – System (da Queen of the Damned (Music from the Motion Picture))
- 2002 – Cyclefly featuring Chester Bennington – Karma Killer (da Crave)
- 2002 – DJ Lethal featuring Chester Bennington – Cry to Yourself
- 2004 – Handsome Boy Modeling School featuring Lord Finesse, Mike Shinoda, Chester Bennington, Rahzel, Qbert, Grand Wizard Theodore & Jazzy Jay – Rock N' Roll (Could Never Hip Hop Like This) Part 2 (da White People)
- 2005 – Z-Trip featuring Chester Bennington – Walking Dead (da Shifting Gears)
- 2005 – Mötley Crüe featuring Chester Bennington – Home Sweet Home
- 2007 – Young Buck featuring Chester Bennington – Slow Ya Roll (da Buck the World)
- 2008 – Chris Cornell featuring Chester Bennington – Hunger Strike (Live from Projekt Revolution 2008) (da Songs from the Underground)
- 2010 – Santana featuring Chester Bennington & Ray Manzarek – Riders on the Storm (da Guitar Heaven: The Greatest Guitar Classics of All Time)
- 2019 – Mark Morton feat. Chester Bennington – Cross Off (da Anesthetic)

## Apparizioni in film e video musicali
- Bennington ebbe una piccola parte nel film Crank del 2006 e nel suo seguito Crank: High Voltage del 2009, con Jason Statham.[30]
- Il cantante apparve in vari video musicali: The Way You Like It degli Adema,[31] Remember the Name dei Fort Minor, Same Direction degli Hoobastank, Kick the Bass dei Julien-K e It's Goin' Down degli X-Ecutioners, quest'ultima realizzata con Mike Shinoda e Joe Hahn, due dei membri dei Linkin Park.
- Bennington fece un cameo nel film Saw 3D - Il capitolo finale (2010), in cui interpreta una vittima di uno dei giochi dell'enigmista.[32]